# 자기소화

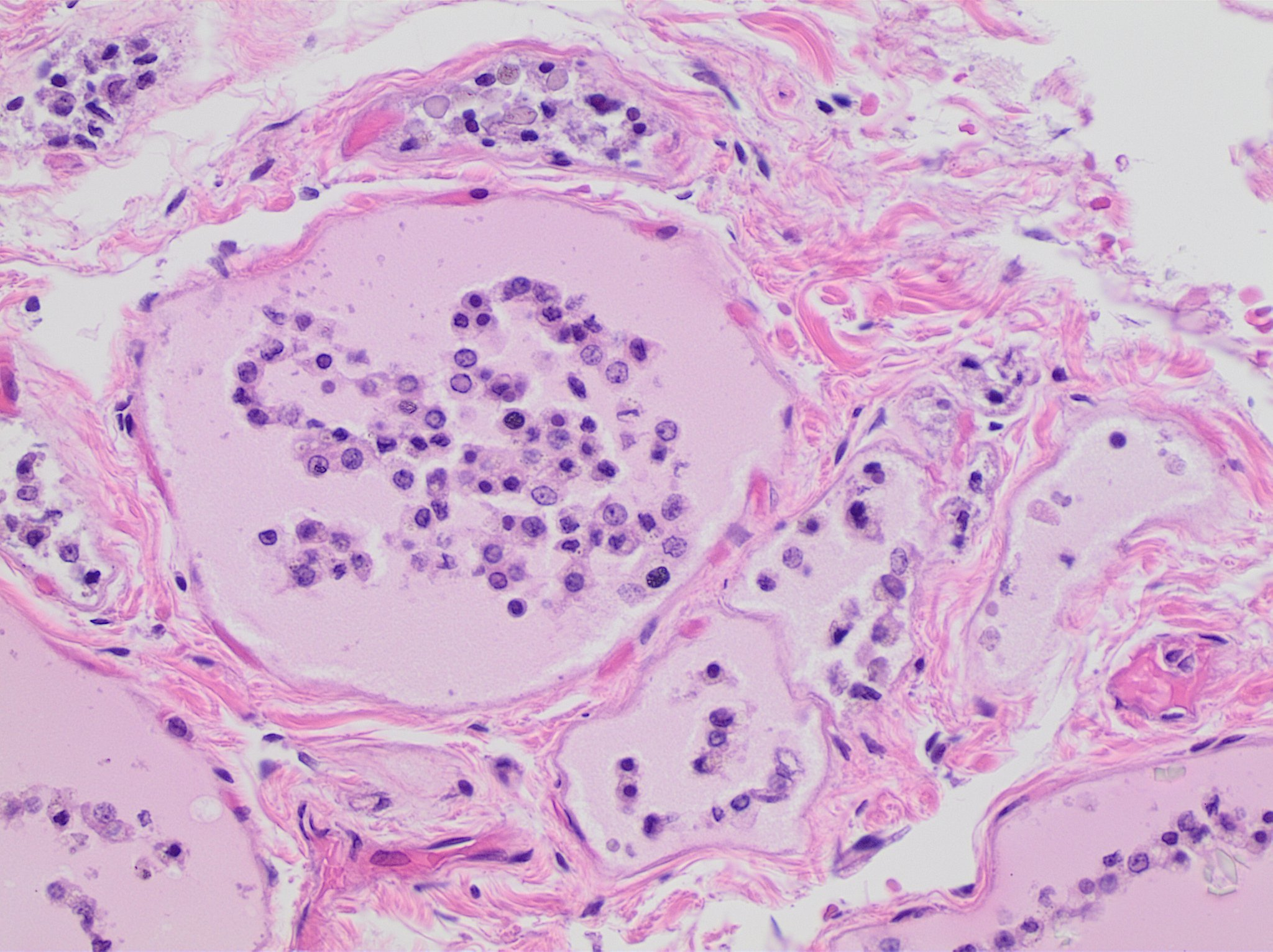
부검에서 갑상샘의 여포 세포가 여포로 벗겨지는 자가분해성 변화가 있는 갑상샘의 실질 세포

자기소화(自己消化, 영어: self-digestion)는 조직에 자연적으로 존재하는 효소가 조직 스스로를 소화시키는 과정이다. 자기분해(自己分解, 영어: autolysis)라고도 한다.

## 사후 변화의 하나로서 자기소화, 혹은 자가융해
사후에 세포의 구성성분이 세포내 자가분해 효소에 의하여 산소 없는 분해가 일어나는 현상으로 소화 효소가 풍부한 장기, 예를 들면 췌장등에서 빨리 발생한다. 이로 인한 병리학적, 해부학적  변화는 침윤성 시반이 있고, 담즙이 담낭을 염색시키거나, 위액에 의해 위점막이 녹아버리는 현상등이 있다. 

## 같이 보기
- 세포예정사
- 사후 변화
- 베지마이트